# Audisme
Audisme is een door Tom L. Humphries in 1977 geïntroduceerde term in zijn niet-gepubliceerde proefschrift: Communicating Across Cultures Deaf-Hearing and Language Learning. (Interculturele communicatie tussen doven en horenden en het leren van taal). De term is een samentrekking van het Latijnse woord audire (horen) en -isme, om een systeem van gebruiken, gedrag, overtuiging en/of houding aan te duiden. 

## Definitie(s)
Het woord heeft sindsdien meerdere definities meegekregen, in aanvulling op de oorspronkelijke beschrijving door Humphries: "The notion that one is superior based on one's ability to hear or to behave in the manner of one who hears." ("De opvatting dat men 'superieur' is indien men kan horen ofwel men zich als een horende kan gedragen.")
De term "audisme" wordt gebruikt in context van discriminatie, onderdrukking en marginalisatie van doven en/of slechthorenden, al dan niet vermeend.

## Publicaties
Wetenschappelijk tijdschrift
- H.-Dirksen L. Bauman: Audism. Exploring the Metaphysics of Oppression. In: Journal of Deaf Studies and Deaf Education. Bd. 9, Nr. 2, 2004, S. 239–246, PMID 15304445

DVD
- Audism Unveiled (2008) ISBN 978-1-58121-047-7[3]